# Samuel Levi (Chacham Baschi)
Samuel Levi war ein jüdischer Gelehrter des 18. Jahrhunderts und von 1717 bis 1720 der Großrabbiner (Hahambaşı) in Konstantinopel.